# Ctenucha rubrovenata
Ctenucha rubrovenata là một loài bướm đêm thuộc phân họ Arctiinae, họ Erebidae.